# Mihail Zenkevici
Mihail Aleksandrovici Zenkevici (rusă Михаил Александрович Зенкевич) (1886-1973) a fost un poet acmeist rus.